# ...for We Are Many
...for We Are Many är det amerikanska metalcorebandet All That Remains femte studioalbum. Det släpptes i oktober 2010 på skivbolaget Prosthetic Records. Albumet gavs även ut i Japan.
Skivan spelades in i bandets hemstat Massachusetts och producerades av Adam Dutkiewicz (Killswitch Engage) som hade producerat de tre första albumen.
Med detta album uppnådde All That Remains en tiondeplats på Billboard 200 vilket var deras bästa placering någonsin.
Låtarna "Hold On" och "The Last Time" släpptes som singlar med tillhörande musikvideor.

## Låtlista
1. "Now Let Them Tremble..." – 1:23
2. "For We Are Many" – 2:59
3. "The Last Time" – 3:58
4. "Some of the People, All of the Time" – 3:22
5. "Won't Go Quietly" – 4:00
6. "Aggressive Opposition" – 3:45
7. "From the Outside" – 3:34
8. "Dead Wrong" – 3:07
9. "Faithless" – 3:34
10. "Hold On" – 2:57
11. "Keepers of Fellow Man" – 3:10
12. "The Waiting One" – 4:48

## Medverkande
Musiker
- Philip Labonte – sång
- Mike Martin – gitarr
- Oli Herbert – gitarr
- Jeanne Sagan – basgitarr
- Jason Costa – trummor

Produktion
- Adam Dutkiewicz – producent, inspelningstekniker, mixning
- Rob Graves – producent
- Brian Virtue – producent
- Jim Fogarty – inspelningstekniker
- Ryan Smith – mastering
- Travis Smith – albumkonst